# Aidanosagitta delicata
Aidanosagitta delicata är en djurart som tillhör fylumet pilmaskar, och som först beskrevs av Takasi Tokioka 1939.  Aidanosagitta delicata ingår i släktet Aidanosagitta och familjen Sagittidae. Inga underarter finns listade i Catalogue of Life.